# Museo de las Relaciones Rotas
El Museo de Relaciones Rotas (croata: en croata: Muzej prekinutih veza) es un museo en Zagreb, dedicado a relaciones de amor fallidas. Sus exposiciones incluyen objetos personales de amantes, las cuales fueron donadas al museo junto con descripciones breves.
El "museo" comenzó como una colección ambulante de objetos donados. Desde entonces, ha encontrado una ubicación permanente en Zagreb. Recibió el Premio Kenneth Hudson  como el museo más innovador de Europa en 2011.

## Historia
El museo fue fundado por dos artistas de Zagreb, Olinka Vištica, productor de películas, y Dražen Grubišić, escultor. Los dos artistas tuvieron una relación amorosa de cuatro años, la cual llegó a su fin en 2003, tras estos hechos los dos bromeron con instalar un museo para albergar sus elementos personales. Tres años más tarde, Grubišić contactó a Vištica con esta idea, esta vez seriamente. Empezaron a preguntar a sus amigos y familiares para que les donaran los objetos rezagados de su roturas amorosas, y la colección nació. La colección fue mostrada al público por primera vez en 2006, en Glyptotheque Zagreb, como parte del Salón N º 41 de Zagreb.

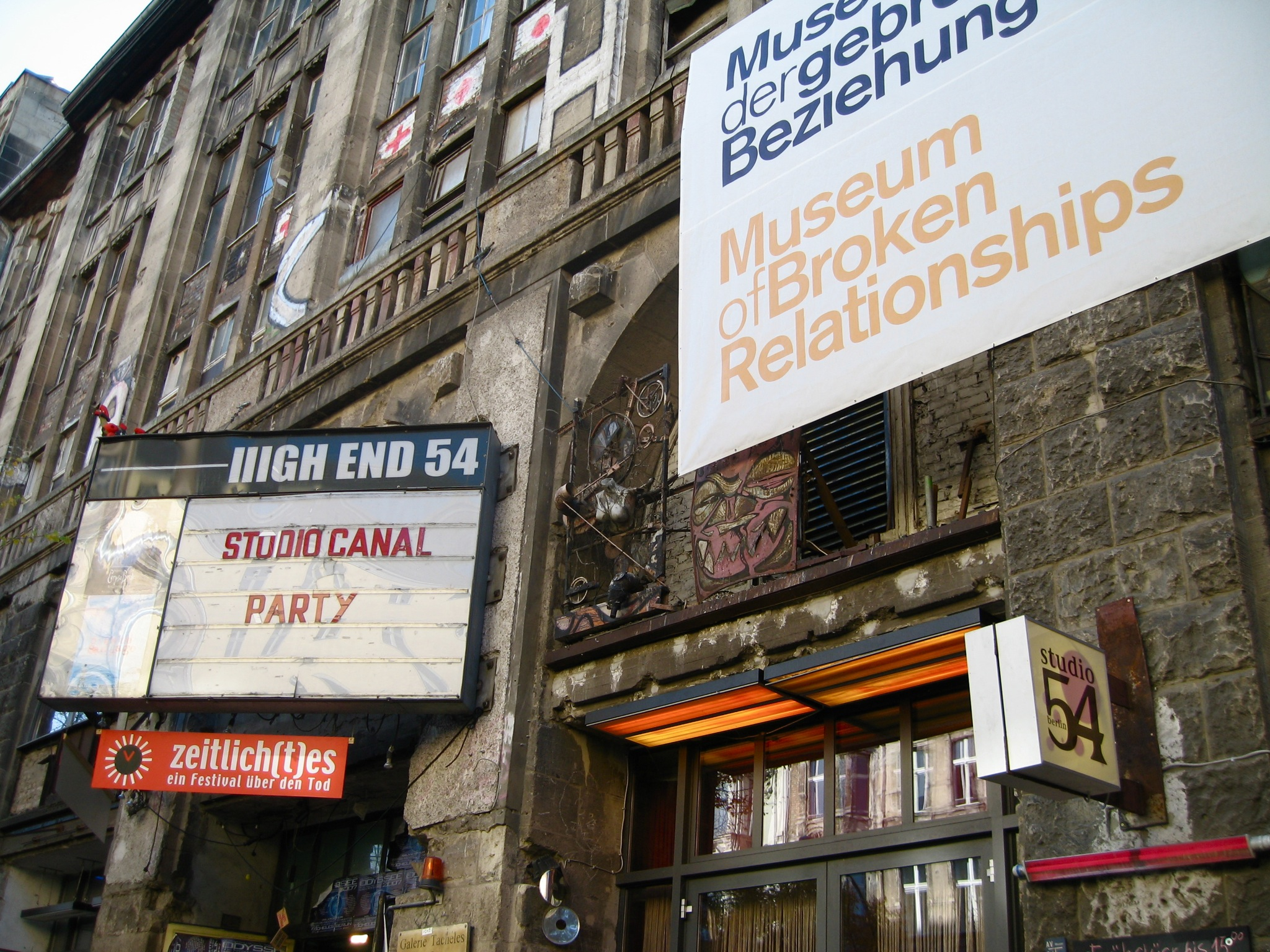
El Museo de Relaciones Rotas, hosted por el Kunsthaus Tacheles, era un golpe con Berlín museumgoers en 2007.

En los años que siguieron, la colección se enrumbo en un tour mundial, visitando Argentina, Bosnia y Herzegovina, Alemania, Macedonia, las Filipinas, Serbia, Singapur, Eslovenia, Sudáfrica, Turquía, el Reino Unido, y los Estados Unidos. Entre 2006 y 2010, la colección estuvo vista por más de 200 000 visitantes. A lo largo de su historia, la colección ha hido creciendo gracias a las contribuciones donadas por el público; se donaron más de 30 objetos en Berlín solo durante la exposición en aquella ciudad en 2007.
Mientras tanto, después de muchos intentos por interesar al Ministerio de Cultura croata para encontrar una ubicación provisional para el museo, Vištica y Grubišić decidieron hacer una inversión privada y alquilar 300 metros cuadrados en Gradec, Zagreb, convirtiéndose en el primer museo privado  de la ciudad. El museo, abrió sus puertas en octubre del 2010, probando su popularidad con turistas extranjeros en particular, no sólo debido a su temática original, pero también el hecho que está abierto siete días a la semana, a diferencia de otros museos en la ciudad.

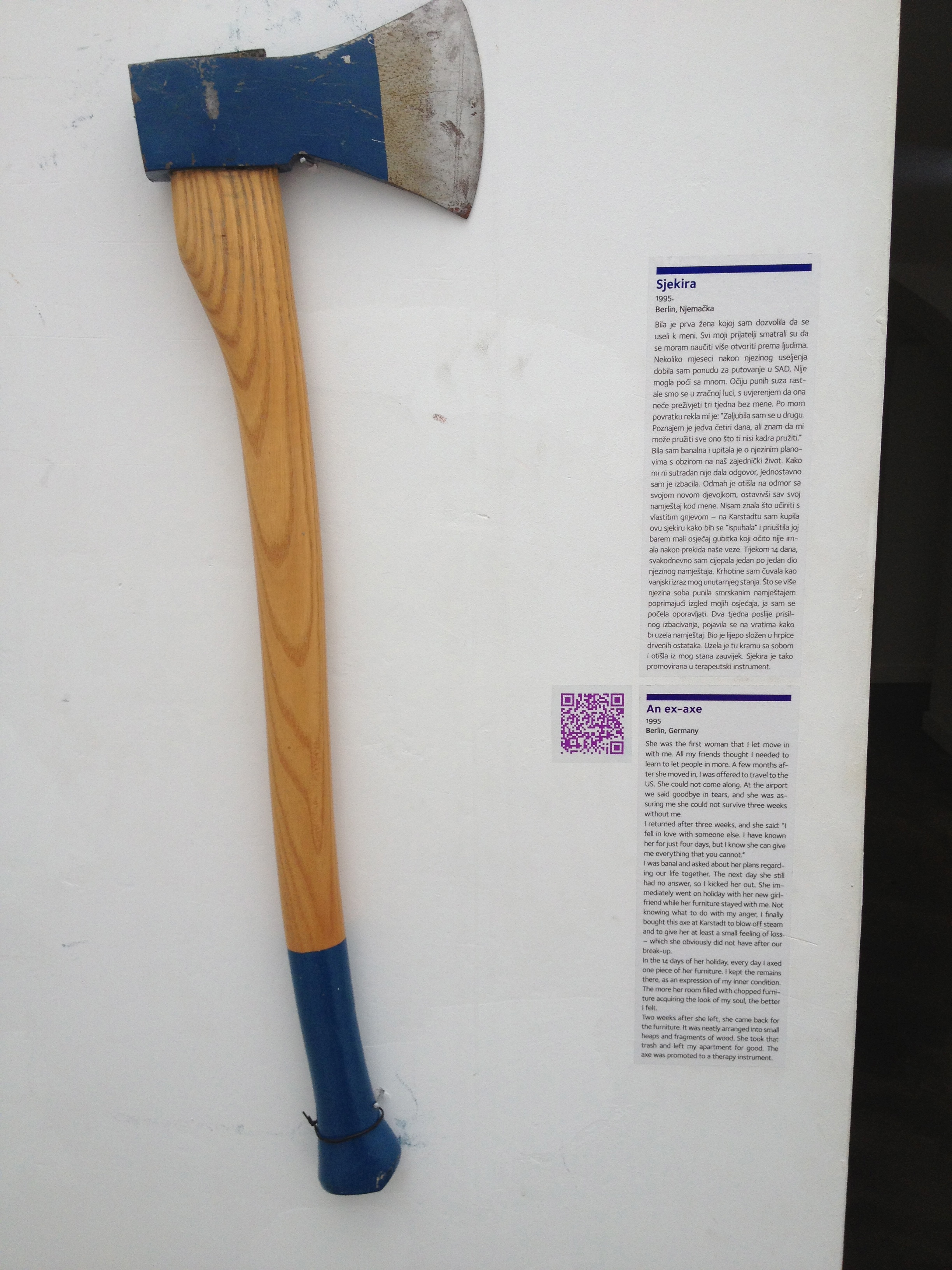
Esta pieza, marcada "ex-hacha", fue donada por una mujer de Berlín. Ella lo utilizó para destruir los muebles de su anterior amante, en frustración después de que este la dejara por otra mujer: "Dos semanas después de que él se fue, volvió por sus muebles. Estaban pulcramente arreglados en pequeños pedazos y fragmentos de madera. Tomo su basura y dejó mi apartamento definitivamente. El hacha fue catalogada como un instrumento de terapia".

En mayo de 2011, el Museo de Relaciones Rotas recibió el Premio Kenneth Hudson que otorga el Foro de Museo europeo (EMF). El premio es otorgado a "un museo, persona, proyecto o grupo de personas quiénes han demostrado el más inusuales, osando y, quizás, consecución polémica que retos percepciones comunes de la función de museos en sociedad", valorando la "importancia de innovación y calidad públicas como elementos fundamentales de un museo exitoso". El juzgado del EMF mencionó:
El Museo de Relaciones Rotas anima a la discusión y reflexión no sólo en la fragilidad de las relaciones humanas pero también en las circunstancias políticas, sociales y  culturales que rodean a las historias de cada objeto. El museo respeta la capacidad de la audiencia para comprender asuntos históricos y sociales inherentes a diferentes culturas. Asimismo, proporciona una catarsis para donantes en un nivel más personal.

## Concepto
El Museo de Relaciones Rotas está descrito por sus fundadores como un "concepto de arte qué procede de la noción de que los objetos integran memorias y emociones -hologramas de campos- y pretende crear un espacio de ‘memoria segura' o ‘recuerdo protegido' para preservar el patrimonio material e inmaterial de las relaciones rotas".
El proyecto está dividido en varios segmentos:
- Diseño de restos materiales incluye los objetos y documentos como fotografías, letras, o mensajes. Los elementos están presentados con fechas y ubicaciones de la relación, y anotaciones por sus donantes anónimos.[10][11] Debido a constreñimientos físicos, las exposiciones más viejas pueden ser archivadas y transferidas a la parte virtual del museo.
- Museo de web virtual habilita el registró visitantes para devenir donantes a través de cargar sus imágenes y documentos. Los donantes pueden decidir si para abrir sus colecciones personales para ver por otros usuarios del museo.
- El confesionario es la parte interactiva del museo en qué visitantes puede almacenar sus objetos o mensajes, o grabar sus confesiones en un espacio restringido y íntimo.

## Museo de Relaciones Rotas
Desde entonces 2016. El museo de Relaciones Rotas puede ser encontrado en dos ciudades; el original uno está localizado en la Ciudad Superior en Zagreb, Croacia, mientras el nuevamente fundó uno está localizado en Los Ángeles, EE. UU.
Durante su estancia en Zagreb, abogado americano famoso John B. Quinn visitó el Museo de Relaciones Rotas, y le gustó tanto que decida empezar una cooperación con los fundadores del Museo. El Museo de las Relaciones Rotas de Los Ángeles abrió sus puertas al público el 4 de junio de 2016 y está localizado en el corazón de Hollywood, en el 6751 del Bulevar Hollywood. El local mide alrededor de mil metros cuadrados, y la mayoría de los elementos incluidos en el museo provienen de la colección de Zagreb, mientras que una porción más pequeña de los elementos se ha recogido en Los Ángeles.